# Hymenophyllum heimii
Hymenophyllum heimii är en hinnbräkenväxtart som beskrevs av Tard. Hymenophyllum heimii ingår i släktet Hymenophyllum och familjen Hymenophyllaceae. Inga underarter finns listade.